# Lasioglossum reticulellum
Lasioglossum reticulellum är en biart som först beskrevs av Cockerell 1946.  Lasioglossum reticulellum ingår i släktet smalbin, och familjen vägbin. Inga underarter finns listade i Catalogue of Life.